# Путря, Илья Германович
Илья́ Ге́рманович Пу́тря (укр. Ілля Германович Путря; род. 15 мая 1998, Бердянск, Запорожская область) — украинский футболист, защитник клуба ЛНЗ.

## Клубная карьера
Воспитанник мариупольского клуба «Азовсталь». В 2011 году перешел в академию донецкого «Шахтёра». Защищал цвета юношеской и молодежной команды «горняков». За основную команду донецкого клуба не сыграл ни одного официального поединка.
Во время зимнего перерыва сезона 2018/19 годов перешел в «Мариуполь». В футболке «горожан» дебютировал 17 марта 2019 года в ничейном (1:1) выездном поединке 22-го тура Премьер-лиги против львовских «Карпат». Илья вышел на поле на 68-й минуте, заменив Андрея Борячука.
В сентябре 2020 года игрок перешел в состав одесского «Черноморца».

## Карьера в сборной
В 2019 году сыграл 3 поединка за молодежную сборную Украины.